# Juncus stygius
Juncus stygius là một loài thực vật có hoa trong họ Juncaceae. Loài này được L. mô tả khoa học đầu tiên năm 1759.

## Hình ảnh

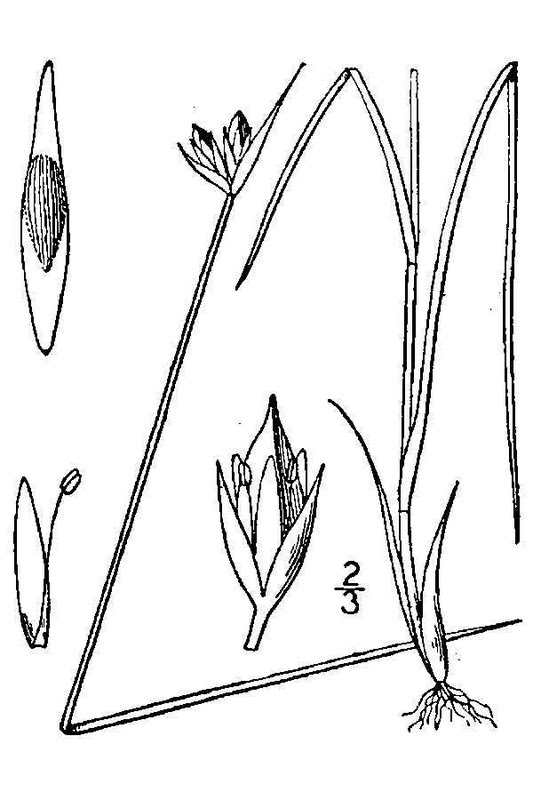